# Pentathlon moderno ai I Giochi panamericani giovanili
Il pntathlon moderno ai I Giochi panamericani giovanili si è svolto a Cali, in Colombia, dal 2 al 5 dicembre. 

## Podio
| Evento | Oro                        | Argento                 | Bronzo                     |
| Uomini | Andres Sebastian Torres    | Franco Santiago Serrano | Matheus Santos Nobre       |
| Donne  | Camila Fernanda Fuenzalida | Ana Cecilia Meza        | Camila Fernanda Fuenzalida |
| Misto  | Messico                    | Guatemala               | Cuba                       |